# Andrés Arteaga Manieu
Andrés Arteaga Manieu (* 17. Januar 1959 in Santiago de Chile, Chile) ist ein römisch-katholischer Geistlicher und Weihbischof in Santiago de Chile.

## Leben
Der Erzbischof von Santiago de Chile, Juan Francisco Kardinal Fresno Larraín, weihte ihn am 31. Mai 1986 zum Priester.
Am 10. Juli 2001 ernannte ihn Papst Johannes Paul II. zum Titularbischof von Baliana und bestellte ihn zum Weihbischof in Santiago de Chile. Der Erzbischof von Santiago de Chile, Francisco Javier Kardinal Errázuriz Ossa, spendete ihm am 19. August desselben Jahres die Bischofsweihe; Mitkonsekratoren waren Manuel Camilo Vial Risopatrón, Bischof von San Felipe, und Horacio del Carmen Valenzuela Abarca, Bischof von Talca.